# Farlig vision
Farlig vision är en svensk kortfilm från 1991 i regi av Anders B. Jonason. Manus skrevs av Göran Greider och i rollerna ses bland andra Martin McFaul, Iwar Wiklander och Anna Bjelkerud.

## Handling
Filmen handlar om Richard som ser på TV hur en kvinna blir mördad i en villa. Filmen är inspelad hos hans farbror som han just då är på besök hos. Är mordet verkligen bara på film?

## Rollista
- Martin McFaul	– Richard
- Iwar Wiklander
- Anna Bjelkerud
- Hans Mattsson

## Om filmen
Farlig vision producerades av HHM Film & Kulturateljén AB och distribuerades av Stiftelsen Svenska Filminstitutet. Filmen fotades av Roland Sterner och klipptes av Pia Palmér. Musiken komponerades av Anders Billing och Silvia Herkenrath var scenograf.